# Prava jerihonska ruža
Prava jerihonska ruža (lat. Pallenis hierochuntica, sin. Asteriscus pygmaeus), biljka nekada klasificirana rodu raman (Asteriscus), a danas rodu ušac (Pallenis). Jedna je od onih vrsta koja preživjeti ekstremnu dehidraciju, čak i više od mjeseci ili godina, a u tu skupinu pripadaju i njezine imenjakinje Anastatica hierochuntica i Selaginella lepidophylla, također nazivane jerihonska ruža.
Raširena je po pustinjsklim krajevima Afrike i Azije: Sahara, Nafud, Sinaj i drugdje